# Vincenzo Gioberti
«Віченцо Джоберті» (італ. Vincenzo Gioberti) — військовий корабель, ескадрений міноносець типу «Альфредо Оріані» Королівських ВМС Італії за часів Другої світової війни.
«Віченцо Джоберті» був закладений 2 січня 1936 на верфі компанії Odero-Terni-Orlando в Ліворно. 27 жовтня 1937 увійшов до складу Королівських ВМС Італії.
Есмінець брав активну участь у битвах Другої світової війни на Середземноморському театрі дій, бився в боях біля Калабрії, мисів Матапан і Спартівенто, змагався у битві у затоці Сидра у 1941 році, супроводжував власні та атакував ворожі конвої транспортних суден.
Есмінець «Віченцо Джоберті» загалом брав участь у виконанні 216 бойових завдань (12 з військово-морськими силами, у тому числі мінування, протичовнові патрулювання, 3 в бомбардуваннях прибережних зон, 31 транспортних, 60 з супроводу конвою, 23 навчальних місій і 85 інших завдань), пройшов у цілому 74 071 милю і провів у бойових походах 197 днів.